# Campionati mondiali di sollevamento pesi 1946
I Campionati mondiali di sollevamento pesi 1946, 25ª edizione della manifestazione, si svolsero a Parigi il 18 e 19 ottobre 1946, e furono considerati validi anche come 28° campionati europei di sollevamento pesi.
A partire da questa edizione i campionati si svolgono annualmente, con l'eccezione degli anni olimpici tranne sei volte (1964, 1968, 1972, 1976, 1980 e 1984) nei quali la gara olimpica valeva anche per il titolo mondiale, e in altre tre occasioni (1988, 1992 e 1996) nei quali si disputò il torneo femminile.

## Titoli in palio
| Categoria            | Eventi         |
| -------------------- | -------------- |
| Pesi piuma           | Fino a 60 kg   |
| Pesi leggeri         | Fino a 67.5 kg |
| Pesi medi            | Fino a 75 kg   |
| Pesi massimi leggeri | Fino a 82.5 kg |
| Pesi massimi         | Oltre 82.5 kg  |

## Nazioni partecipanti
Le nazioni che hanno partecipato ai campionati furono 13 per un totale di 79 atleti partecipanti. Tra parentesi i partecipanti per nazione.
- Austria  (7)
- Belgio  (7)
- Cecoslovacchia  (7)
- Danimarca  (3)
- Egitto  (6)
- Francia  (7)
- Italia  (7)
- Paesi Bassi  (4)
- Regno Unito  (7)
- Stati Uniti  (6)
- Svezia  (5)
- Svizzera  (3)
- Unione Sovietica  (10)

## Risultati
In questa edizione si stabilirono quattro record del mondo: nei pesi piuma, leggeri, massimi leggeri e massimi. Nella gara dei pesi massimi leggeri (fino a 82,5 kg.) la medaglia di bronzo non fu assegnata per il peso uguale degli atleti secondi classificati.
| Evento        | Oro | Oro   | Argento | Argento | Bronzo | Bronzo |
| ------------- | --- | ----- | --- | ------- | --- | ------ |
| 60 kg         | Arvid Andersson | 320,0 | Mahmoud Fayad | 317,5   | [[File: Flag of the Soviet Union (1936 – 1955).svg\|class=noviewer\| Unione Sovietica (bandiera)\|border\|20x16px]] Moisej Kas'janik | 310,0  |
| 67.5 kg       | Stanley Stanczyk | 367,5 | [[File: Flag of the Soviet Union (1936 – 1955).svg\|class=noviewer\| Unione Sovietica (bandiera)\|border\|20x16px]] Vladimir Svetilko | 347,5   | [[File: Flag of the Soviet Union (1936 – 1955).svg\|class=noviewer\| Unione Sovietica (bandiera)\|border\|20x16px]] Georgij Popov    | 335,0  |
| 75 kg         | Khadr El-Touni | 377,5 | John Terpak | 375,0   | Frank Spellman | 372,5  |
| 82.5 kg       | [[File: Flag of the Soviet Union (1936 – 1955).svg\|class=noviewer\| Unione Sovietica (bandiera)\|border\|20x16px]] Grigorij Novak | 425,0 | Frank Kay | 390,0   | non attribuita |        |
| 82.5 kg       | [[File: Flag of the Soviet Union (1936 – 1955).svg\|class=noviewer\| Unione Sovietica (bandiera)\|border\|20x16px]] Grigorij Novak | 425,0 | Henri Ferrari | 390,0   | non attribuita |        |
| Oltre 82.5 kg | John Davis | 435,0 | [[File: Flag of the Soviet Union (1936 – 1955).svg\|class=noviewer\| Unione Sovietica (bandiera)\|border\|20x16px]] Jakov Kucenko     | 415,0   | Mohamed Geisa | 395,0  |

## Medagliere
| Posiz. | Nazione          | Oro | Argento | Bronzo | Totale |
| ------ | ---------------- | --- | ------- | ------ | ------ |
| 1      | Stati Uniti      | 2   | 2       | 1      | 5      |
| 2      | Unione Sovietica | 1   | 2       | 2      | 5      |
| 3      | Egitto           | 1   | 1       | 1      | 3      |
| 4      | Svezia           | 1   | 0       | 0      | 1      |
| 5      | Francia          | 0   | 1       | 0      | 1      |
| Totale | Totale           | 5   | 6       | 4      | 15     |

## Classifica a squadre
Il sistema di punteggio è basato sui punti distribuiti per l'esercizio totale in base allo schema adottato nel 1946:
| Pos. | Squadra          | Punti |
| ---- | ---------------- | ----- |
| 1    | Stati Uniti      | 11    |
| 2    | Unione Sovietica | 9     |
| 3    | Egitto           | 6     |
| 4    | Svezia           | 3     |
| 5    | Francia          | 2     |